# Liste des quartiers d'Istanbul
Ceci est la liste des quartiers administratifs d'Istanbul. L'organisation administrative d'Istanbul est la suivante :
- la province d'Istanbul (İstanbul İli) placée sous l'autorité d'une préfecture (valilik) ;
- la municipalité de métropole d'Istanbul (İstanbul Büyükşehir Belediyesi), placée sous l'autorité d'un maire de métropole, constituée de plusieurs districts (ilçe) qui sont des municipalités (belediye) ;
- les districts de la province d'Istanbul (35), qui sont, dans cette province, tous compris dans la métropole, constitués de quartiers (mahalle), placés sous l'autorité d'un muhtar.

En octobre 2015 la province d'Istanbul compte 936 quartiers et l'étendue territoriale de la métropole se confond avec la province, ce qui fait de la province d'Istanbul la seule à n'être constituée que d'unités de premier niveau urbaines (aucun bourg ni village).

## Tableau
| Rive | District      | Quartier                   | Population  | Superficie | Densité |
| ---- | ------------- | -------------------------- | ----------- | ---------- | ------- |
| E    | Arnavutköy    | Adnan Menderes             | 3 707 hab.  | m²         | hab/km² |
| E    | Arnavutköy    | Anadolu                    | 27 083 hab. | m²         | hab/km² |
| E    | Arnavutköy    | Arnavutköy Merkez          | 16 579 hab. | m²         | hab/km² |
| E    | Arnavutköy    | Atatürk                    | 7 254 hab.  | m²         | hab/km² |
| E    | Arnavutköy    | Baklalı                    | 821 hab.    | m²         | hab/km² |
| E    | Arnavutköy    | Balaban                    | 401 hab.    | m²         | hab/km² |
| E    | Arnavutköy    | Boğazköy İstiklal          | 9 194 hab.  | m²         | hab/km² |
| E    | Arnavutköy    | Bolluca                    | 6 719 hab.  | m²         | hab/km² |
| E    | Arnavutköy    | Çilingir                   | 1 038 hab.  | m²         | hab/km² |
| E    | Arnavutköy    | Deliklikaya                | 3 730 hab.  | m²         | hab/km² |
| E    | Arnavutköy    | Dursunköy                  | 471 hab.    | m²         | hab/km² |
| E    | Arnavutköy    | Durusu                     | 770 hab.    | m²         | hab/km² |
| E    | Arnavutköy    | Hastane                    | hab.        | m²         | hab/km² |
| E    | Arnavutköy    | İmrahor                    | hab.        | m²         | hab/km² |
| E    | Arnavutköy    | İslambey                   | hab.        | m²         | hab/km² |
| E    | Arnavutköy    | İstasyon                   | hab.        | m²         | hab/km² |
| E    | Arnavutköy    | Sazlıbosna                 | hab.        | m²         | hab/km² |
| E    | Arnavutköy    | Nakkaş                     | hab.        | m²         | hab/km² |
| E    | Arnavutköy    | Karlıbayır                 | hab.        | m²         | hab/km² |
| E    | Arnavutköy    | Haraççı                    | hab.        | m²         | hab/km² |
| E    | Arnavutköy    | Hicret                     | hab.        | m²         | hab/km² |
| E    | Arnavutköy    | Mavigöl                    | hab.        | m²         | hab/km² |
| E    | Arnavutköy    | Nenehatun                  | hab.        | m²         | hab/km² |
| E    | Arnavutköy    | Ömerli                     | hab.        | m²         | hab/km² |
| E    | Arnavutköy    | Taşoluk                    | hab.        | m²         | hab/km² |
| E    | Arnavutköy    | Taşoluk Adnan Menderes     | hab.        | m²         | hab/km² |
| E    | Arnavutköy    | Taşoluk Çilingir           | hab.        | m²         | hab/km² |
| E    | Arnavutköy    | Taşoluk Fatih              | hab.        | m²         | hab/km² |
| E    | Arnavutköy    | Taşoluk M. Fevzi Çakmak    | hab.        | m²         | hab/km² |
| E    | Arnavutköy    | Taşoluk Mehmet Akif Ersoy  | hab.        | m²         | hab/km² |
| E    | Arnavutköy    | Yavuzselim                 | hab.        | m²         | hab/km² |
| E    | Arnavutköy    | Yeşilbayır                 | hab.        | m²         | hab/km² |
| E    | Ataşehir      | Aşıkveysel                 | hab.        | m²         | hab/km² |
| E    | Ataşehir      | Atatürk                    | hab.        | m²         | hab/km² |
| E    | Ataşehir      | Barbaros                   | hab.        | m²         | hab/km² |
| E    | Ataşehir      | Esatpaşa                   | hab.        | m²         | hab/km² |
| E    | Ataşehir      | Ferhatpaşa                 | hab.        | m²         | hab/km² |
| E    | Ataşehir      | Fetih                      | hab.        | m²         | hab/km² |
| E    | Ataşehir      | İçerenköy                  | hab.        | m²         | hab/km² |
| E    | Ataşehir      | İnönü                      | hab.        | m²         | hab/km² |
| E    | Ataşehir      | Kayışdağı                  | hab.        | m²         | hab/km² |
| E    | Ataşehir      | Küçükbakkalköy             | hab.        | m²         | hab/km² |
| E    | Ataşehir      | Mevlana                    | hab.        | m²         | hab/km² |
| E    | Ataşehir      | Mimarsinan                 | hab.        | m²         | hab/km² |
| E    | Ataşehir      | Mustafa Kemal              | hab.        | m²         | hab/km² |
| E    | Ataşehir      | Örnek                      | hab.        | m²         | hab/km² |
| E    | Ataşehir      | Yeniçamlıca                | hab.        | m²         | hab/km² |
| E    | Ataşehir      | Yenişehir                  | hab.        | m²         | hab/km² |
| E    | Ataşehir      | Yenisahra                  | hab.        | m²         | hab/km² |
| E    | Avcılar       | Ambarlı                    | hab.        | m²         | hab/km² |
| E    | Avcılar       | Cihangir                   | hab.        | m²         | hab/km² |
| E    | Avcılar       | Denizköşkler               | hab.        | m²         | hab/km² |
| E    | Avcılar       | Firuzköy                   | hab.        | m²         | hab/km² |
| E    | Avcılar       | Gümüşpala                  | hab.        | m²         | hab/km² |
| E    | Avcılar       | Merkez                     | hab.        | m²         | hab/km² |
| E    | Avcılar       | Mustafa Kemal Paşa         | hab.        | m²         | hab/km² |
| E    | Avcılar       | Tahtakale                  | hab.        | m²         | hab/km² |
| E    | Avcılar       | Üniversite                 | hab.        | m²         | hab/km² |
| E    | Avcılar       | Yeşilkent                  | hab.        | m²         | hab/km² |
| E    | Bağcılar      | Bağlar                     | hab.        | m²         | hab/km² |
| E    | Bağcılar      | Barbaros                   | hab.        | m²         | hab/km² |
| E    | Bağcılar      | Çınar                      | hab.        | m²         | hab/km² |
| E    | Bağcılar      | Demirkapı                  | hab.        | m²         | hab/km² |
| E    | Bağcılar      | Evren                      | hab.        | m²         | hab/km² |
| E    | Bağcılar      | Fatih                      | hab.        | m²         | hab/km² |
| E    | Bağcılar      | Fevzi Çakmak               | hab.        | m²         | hab/km² |
| E    | Bağcılar      | Göztepe                    | hab.        | m²         | hab/km² |
| E    | Bağcılar      | Güneşli                    | hab.        | m²         | hab/km² |
| E    | Bağcılar      | Hürriyet                   | hab.        | m²         | hab/km² |
| E    | Bağcılar      | İnönü                      | hab.        | m²         | hab/km² |
| E    | Bağcılar      | Kâzım Karabekir            | hab.        | m²         | hab/km² |
| E    | Bağcılar      | Kemalpaşa                  | hab.        | m²         | hab/km² |
| E    | Bağcılar      | Kirazlı                    | hab.        | m²         | hab/km² |
| E    | Bağcılar      | Mahmutbey                  | hab.        | m²         | hab/km² |
| E    | Bağcılar      | Merkez                     | hab.        | m²         | hab/km² |
| E    | Bağcılar      | Sancaktepe                 | hab.        | m²         | hab/km² |
| E    | Bağcılar      | Yavuzselim                 | hab.        | m²         | hab/km² |
| E    | Bağcılar      | Yenigün                    | hab.        | m²         | hab/km² |
| E    | Bağcılar      | Yenimahalle                | hab.        | m²         | hab/km² |
| E    | Bağcılar      | Yıldıztepe                 | hab.        | m²         | hab/km² |
| E    | Bağcılar      | Yüzyıl                     | hab.        | m²         | hab/km² |
| E    | Bahçelievler  | Merkez                     | hab.        | m²         | hab/km² |
| E    | Bahçelievler  | Cumhuriyet                 | hab.        | m²         | hab/km² |
| E    | Bahçelievler  | Çobançeşme                 | hab.        | m²         | hab/km² |
| E    | Bahçelievler  | Fevzi Çakmak               | hab.        | m²         | hab/km² |
| E    | Bahçelievler  | Hürriyet                   | hab.        | m²         | hab/km² |
| E    | Bahçelievler  | Kocasinan                  | hab.        | m²         | hab/km² |
| E    | Bahçelievler  | Siyavuşpaşa                | hab.        | m²         | hab/km² |
| E    | Bahçelievler  | Soğanlı                    | hab.        | m²         | hab/km² |
| E    | Bahçelievler  | Şirinevler                 | hab.        | m²         | hab/km² |
| E    | Bahçelievler  | Yenibosna                  | hab.        | m²         | hab/km² |
| E    | Bahçelievler  | Zafer                      | hab.        | m²         | hab/km² |
| E    | Bakırköy      | Ataköy 1                   | hab.        | m²         | hab/km² |
| E    | Bakırköy      | Ataköy 2-5-6               | hab.        | m²         | hab/km² |
| E    | Bakırköy      | Ataköy 3-4-11              | hab.        | m²         | hab/km² |
| E    | Bakırköy      | Ataköy 7-8-9-10            | hab.        | m²         | hab/km² |
| E    | Bakırköy      | Basınköy                   | hab.        | m²         | hab/km² |
| E    | Bakırköy      | Cevizlik                   | hab.        | m²         | hab/km² |
| E    | Bakırköy      | Kartaltepe                 | hab.        | m²         | hab/km² |
| E    | Bakırköy      | Osmaniye                   | hab.        | m²         | hab/km² |
| E    | Bakırköy      | Sakızağacı                 | hab.        | m²         | hab/km² |
| E    | Bakırköy      | Şenlikköy                  | hab.        | m²         | hab/km² |
| E    | Bakırköy      | Yenimahalle                | hab.        | m²         | hab/km² |
| E    | Bakırköy      | Yeşilköy                   | hab.        | m²         | hab/km² |
| E    | Bakırköy      | Yeşilyurt                  | hab.        | m²         | hab/km² |
| E    | Bakırköy      | Zeytinlik                  | hab.        | m²         | hab/km² |
| E    | Bakırköy      | Zuhuratbaba                | hab.        | m²         | hab/km² |
| E    | Başakşehir    | Altınşehir                 | hab.        | m²         | hab/km² |
| E    | Başakşehir    | Bahçeşehir 1               | hab.        | m²         | hab/km² |
| E    | Başakşehir    | Bahçeşehir 2               | hab.        | m²         | hab/km² |
| E    | Başakşehir    | Başak                      | hab.        | m²         | hab/km² |
| E    | Başakşehir    | Başakşehir                 | hab.        | m²         | hab/km² |
| E    | Başakşehir    | Güvercintepe               | hab.        | m²         | hab/km² |
| E    | Başakşehir    | Kayabaşı                   | hab.        | m²         | hab/km² |
| E    | Başakşehir    | Şahintepe                  | hab.        | m²         | hab/km² |
| E    | Başakşehir    | Ziya Gökalp                | hab.        | m²         | hab/km² |
| E    | Bayrampaşa    | Altıntepsi                 | hab.        | m²         | hab/km² |
| E    | Bayrampaşa    | Cevatpaşa                  | hab.        | m²         | hab/km² |
| E    | Bayrampaşa    | İsmetpaşa                  | hab.        | m²         | hab/km² |
| E    | Bayrampaşa    | Kartaltepe                 | hab.        | m²         | hab/km² |
| E    | Bayrampaşa    | Kocatepe                   | hab.        | m²         | hab/km² |
| E    | Bayrampaşa    | Muratpaşa                  | hab.        | m²         | hab/km² |
| E    | Bayrampaşa    | Orta                       | hab.        | m²         | hab/km² |
| E    | Bayrampaşa    | Terazidere                 | hab.        | m²         | hab/km² |
| E    | Bayrampaşa    | Vatan                      | hab.        | m²         | hab/km² |
| E    | Bayrampaşa    | Yenidoğan                  | hab.        | m²         | hab/km² |
| E    | Bayrampaşa    | Yıldırım                   | hab.        | m²         | hab/km² |
| E    | Beşiktaş      | Abbasağa                   | hab.        | m²         | hab/km² |
| E    | Beşiktaş      | Akatlar                    | hab.        | m²         | hab/km² |
| E    | Beşiktaş      | Arnavutköy                 | hab.        | m²         | hab/km² |
| E    | Beşiktaş      | Balmumcu                   | hab.        | m²         | hab/km² |
| E    | Beşiktaş      | Bebek                      | hab.        | m²         | hab/km² |
| E    | Beşiktaş      | Cihannüma                  | hab.        | m²         | hab/km² |
| E    | Beşiktaş      | Dikilitaş                  | hab.        | m²         | hab/km² |
| E    | Beşiktaş      | Etiler                     | hab.        | m²         | hab/km² |
| E    | Beşiktaş      | Gayrettepe                 | hab.        | m²         | hab/km² |
| E    | Beşiktaş      | Konaklar                   | hab.        | m²         | hab/km² |
| E    | Beşiktaş      | Kuruçeşme                  | hab.        | m²         | hab/km² |
| E    | Beşiktaş      | Kültür                     | hab.        | m²         | hab/km² |
| E    | Beşiktaş      | Levazım                    | hab.        | m²         | hab/km² |
| E    | Beşiktaş      | Levent                     | hab.        | m²         | hab/km² |
| E    | Beşiktaş      | Mecidiye                   | hab.        | m²         | hab/km² |
| E    | Beşiktaş      | Muradiye                   | hab.        | m²         | hab/km² |
| E    | Beşiktaş      | Nisbetiye                  | hab.        | m²         | hab/km² |
| E    | Beşiktaş      | Ortaköy                    | hab.        | m²         | hab/km² |
| E    | Beşiktaş      | Sinanpaşa                  | hab.        | m²         | hab/km² |
| E    | Beşiktaş      | Türkali                    | hab.        | m²         | hab/km² |
| E    | Beşiktaş      | Ulus                       | hab.        | m²         | hab/km² |
| E    | Beşiktaş      | Vişnezade                  | hab.        | m²         | hab/km² |
| E    | Beşiktaş      | Yıldız                     | hab.        | m²         | hab/km² |
| E    | Beykoz        | Acarlar                    | hab.        | m²         | hab/km² |
| E    | Beykoz        | Anadoluhisarı              | hab.        | m²         | hab/km² |
| E    | Beykoz        | Anadolukavağı              | hab.        | m²         | hab/km² |
| E    | Beykoz        | Baklacı                    | hab.        | m²         | hab/km² |
| E    | Beykoz        | Çamlıbahçe                 | hab.        | m²         | hab/km² |
| E    | Beykoz        | Çengeldere                 | hab.        | m²         | hab/km² |
| E    | Beykoz        | Çiftlik                    | hab.        | m²         | hab/km² |
| E    | Beykoz        | Çiğdem                     | hab.        | m²         | hab/km² |
| E    | Beykoz        | Çubuklu                    | hab.        | m²         | hab/km² |
| E    | Beykoz        | Fatih                      | hab.        | m²         | hab/km² |
| E    | Beykoz        | Göksu                      | hab.        | m²         | hab/km² |
| E    | Beykoz        | Göztepe                    | hab.        | m²         | hab/km² |
| E    | Beykoz        | Gümüşsuyu                  | hab.        | m²         | hab/km² |
| E    | Beykoz        | İncirköy                   | hab.        | m²         | hab/km² |
| E    | Beykoz        | Kanlıca                    | hab.        | m²         | hab/km² |
| E    | Beykoz        | Kavacık                    | hab.        | m²         | hab/km² |
| E    | Beykoz        | Merkez                     | hab.        | m²         | hab/km² |
| E    | Beykoz        | Ortaçeşme                  | hab.        | m²         | hab/km² |
| E    | Beykoz        | Paşabahçe                  | hab.        | m²         | hab/km² |
| E    | Beykoz        | Rüzgarlıbahçe              | hab.        | m²         | hab/km² |
| E    | Beykoz        | Soğuksu                    | hab.        | m²         | hab/km² |
| E    | Beykoz        | Tokatköy                   | hab.        | m²         | hab/km² |
| E    | Beykoz        | Yalıköy                    | hab.        | m²         | hab/km² |
| E    | Beykoz        | Yavuz Selim                | hab.        | m²         | hab/km² |
| E    | Beykoz        | Yenimahalle                | hab.        | m²         | hab/km² |
| E    | Beylikdüzü    | Adnan Kahveci              | hab.        | m²         | hab/km² |
| E    | Beylikdüzü    | Barış                      | hab.        | m²         | hab/km² |
| E    | Beylikdüzü    | Büyükşehir                 | hab.        | m²         | hab/km² |
| E    | Beylikdüzü    | Cumhuriyet                 | hab.        | m²         | hab/km² |
| E    | Beylikdüzü    | Dereağzı                   | hab.        | m²         | hab/km² |
| E    | Beylikdüzü    | Gürpınar                   | hab.        | m²         | hab/km² |
| E    | Beylikdüzü    | Kavaklı                    | hab.        | m²         | hab/km² |
| E    | Beylikdüzü    | Marmara                    | hab.        | m²         | hab/km² |
| E    | Beylikdüzü    | Sahil                      | hab.        | m²         | hab/km² |
| E    | Beylikdüzü    | Yakuplu                    | hab.        | m²         | hab/km² |
| E    | Beyoğlu       | Arapcami                   | hab.        | m²         | hab/km² |
| E    | Beyoğlu       | Asmalımescit               | hab.        | m²         | hab/km² |
| E    | Beyoğlu       | Bedrettin                  | hab.        | m²         | hab/km² |
| E    | Beyoğlu       | Bereketzade                | hab.        | m²         | hab/km² |
| E    | Beyoğlu       | Bostan                     | hab.        | m²         | hab/km² |
| E    | Beyoğlu       | Bülbül                     | hab.        | m²         | hab/km² |
| E    | Beyoğlu       | Camiikebir                 | hab.        | m²         | hab/km² |
| E    | Beyoğlu       | Cihangir                   | hab.        | m²         | hab/km² |
| E    | Beyoğlu       | Çatmamescit                | hab.        | m²         | hab/km² |
| E    | Beyoğlu       | Çukur                      | hab.        | m²         | hab/km² |
| E    | Beyoğlu       | Emekyemez                  | hab.        | m²         | hab/km² |
| E    | Beyoğlu       | Evliya Çelebi              | hab.        | m²         | hab/km² |
| E    | Beyoğlu       | Fetihtepe                  | hab.        | m²         | hab/km² |
| E    | Beyoğlu       | Firuzağa                   | hab.        | m²         | hab/km² |
| E    | Beyoğlu       | Gümüşsuyu                  | hab.        | m²         | hab/km² |
| E    | Beyoğlu       | Hacıahmet                  | hab.        | m²         | hab/km² |
| E    | Beyoğlu       | Hacımimi                   | hab.        | m²         | hab/km² |
| E    | Beyoğlu       | Halıcıoğlu                 | hab.        | m²         | hab/km² |
| E    | Beyoğlu       | Hüseyinağa                 | hab.        | m²         | hab/km² |
| E    | Beyoğlu       | İstiklal                   | hab.        | m²         | hab/km² |
| E    | Beyoğlu       | Kadı Mehmet Efendi         | hab.        | m²         | hab/km² |
| E    | Beyoğlu       | Kamerhatun                 | hab.        | m²         | hab/km² |
| E    | Beyoğlu       | Kalyoncukulluğu            | hab.        | m²         | hab/km² |
| E    | Beyoğlu       | Kaptanpaşa                 | hab.        | m²         | hab/km² |
| E    | Beyoğlu       | Katip Mustafa Çelebi       | hab.        | m²         | hab/km² |
| E    | Beyoğlu       | Keçecipiri                 | hab.        | m²         | hab/km² |
| E    | Beyoğlu       | Kemankeş Kara Mustafa Paşa | hab.        | m²         | hab/km² |
| E    | Beyoğlu       | Kılıçalipaşa               | hab.        | m²         | hab/km² |
| E    | Beyoğlu       | Kocatepe                   | hab.        | m²         | hab/km² |
| E    | Beyoğlu       | Kulaksız                   | hab.        | m²         | hab/km² |
| E    | Beyoğlu       | Kuloğlu                    | hab.        | m²         | hab/km² |
| E    | Beyoğlu       | Küçükpiyale                | hab.        | m²         | hab/km² |
| E    | Beyoğlu       | Müeyyetzade                | hab.        | m²         | hab/km² |
| E    | Beyoğlu       | Ömeravni                   | hab.        | m²         | hab/km² |
| E    | Beyoğlu       | Örnektepe                  | hab.        | m²         | hab/km² |
| E    | Beyoğlu       | Piripaşa                   | hab.        | m²         | hab/km² |
| E    | Beyoğlu       | Piyalepaşa                 | hab.        | m²         | hab/km² |
| E    | Beyoğlu       | Pürtelaş                   | hab.        | m²         | hab/km² |
| E    | Beyoğlu       | Sururi                     | hab.        | m²         | hab/km² |
| E    | Beyoğlu       | Sütlüce                    | hab.        | m²         | hab/km² |
| E    | Beyoğlu       | Şahkulu                    | hab.        | m²         | hab/km² |
| E    | Beyoğlu       | Şehit Muhtar               | hab.        | m²         | hab/km² |
| E    | Beyoğlu       | Tomtom                     | hab.        | m²         | hab/km² |
| E    | Beyoğlu       | Yahya Kahya                | hab.        | m²         | hab/km² |
| E    | Beyoğlu       | Yenişehir                  | hab.        | m²         | hab/km² |
| E    | Büyükçekmece  | 19 Mayıs                   | hab.        | m²         | hab/km² |
| E    | Büyükçekmece  | Ahmediye                   | hab.        | m²         | hab/km² |
| E    | Büyükçekmece  | Alkent                     | hab.        | m²         | hab/km² |
| E    | Büyükçekmece  | Atatürk                    | hab.        | m²         | hab/km² |
| E    | Büyükçekmece  | Bahçelievler               | hab.        | m²         | hab/km² |
| E    | Büyükçekmece  | Batıköy                    | hab.        | m²         | hab/km² |
| E    | Büyükçekmece  | Celaliye                   | hab.        | m²         | hab/km² |
| E    | Büyükçekmece  | Cumhuriyet                 | hab.        | m²         | hab/km² |
| E    | Büyükçekmece  | Çakmaklı                   | hab.        | m²         | hab/km² |
| E    | Büyükçekmece  | Dizdariye                  | hab.        | m²         | hab/km² |
| E    | Büyükçekmece  | Fatih                      | hab.        | m²         | hab/km² |
| E    | Büyükçekmece  | Güzelce                    | hab.        | m²         | hab/km² |
| E    | Büyükçekmece  | Hürriyet                   | hab.        | m²         | hab/km² |
| E    | Büyükçekmece  | Kamiloba                   | hab.        | m²         | hab/km² |
| E    | Büyükçekmece  | Karaağaç                   | hab.        | m²         | hab/km² |
| E    | Büyükçekmece  | Merkez (Büyükçekmece)      | hab.        | m²         | hab/km² |
| E    | Büyükçekmece  | Mimarsinan                 | hab.        | m²         | hab/km² |
| E    | Büyükçekmece  | Muratbey                   | hab.        | m²         | hab/km² |
| E    | Büyükçekmece  | Muratçeşme                 | hab.        | m²         | hab/km² |
| E    | Büyükçekmece  | Pınartepe                  | hab.        | m²         | hab/km² |
| E    | Büyükçekmece  | Türkoba                    | hab.        | m²         | hab/km² |
| E    | Büyükçekmece  | Ulus                       | hab.        | m²         | hab/km² |
| E    | Büyükçekmece  | Yenimahalle                | hab.        | m²         | hab/km² |
| E    | Çatalca       | Binkılıç                   | hab.        | m²         | hab/km² |
| E    | Çatalca       | Çakıl                      | hab.        | m²         | hab/km² |
| E    | Çatalca       | Çiftlikköy                 | hab.        | m²         | hab/km² |
| E    | Çatalca       | Fatih                      | hab.        | m²         | hab/km² |
| E    | Çatalca       | Ferhatpaşa                 | hab.        | m²         | hab/km² |
| E    | Çatalca       | İzettin                    | hab.        | m²         | hab/km² |
| E    | Çatalca       | Kaleiçi                    | hab.        | m²         | hab/km² |
| E    | Çatalca       | Karacaköy                  | hab.        | m²         | hab/km² |
| E    | Çatalca       | Ovayenice                  | hab.        | m²         | hab/km² |
| E    | Çekmeköy      | Alemdağ                    | hab.        | m²         | hab/km² |
| E    | Çekmeköy      | Aydınlar                   | hab.        | m²         | hab/km² |
| E    | Çekmeköy      | Cumhuriyet                 | hab.        | m²         | hab/km² |
| E    | Çekmeköy      | Çamlık                     | hab.        | m²         | hab/km² |
| E    | Çekmeköy      | Çatalmeşe                  | hab.        | m²         | hab/km² |
| E    | Çekmeköy      | Ekşioğlu                   | hab.        | m²         | hab/km² |
| E    | Çekmeköy      | Güngören                   | hab.        | m²         | hab/km² |
| E    | Çekmeköy      | Hamidiye                   | hab.        | m²         | hab/km² |
| E    | Çekmeköy      | Kirazlıdere                | hab.        | m²         | hab/km² |
| E    | Çekmeköy      | Mehmet Akif                | hab.        | m²         | hab/km² |
| E    | Çekmeköy      | Merkez                     | hab.        | m²         | hab/km² |
| E    | Çekmeköy      | Mimar Sinan                | hab.        | m²         | hab/km² |
| E    | Çekmeköy      | Nişantepe                  | hab.        | m²         | hab/km² |
| E    | Çekmeköy      | Ömerli                     | hab.        | m²         | hab/km² |
| E    | Çekmeköy      | Soğukpınar                 | hab.        | m²         | hab/km² |
| E    | Çekmeköy      | Sultançiftliği             | hab.        | m²         | hab/km² |
| E    | Çekmeköy      | Taşdelen                   | hab.        | m²         | hab/km² |
| E    | Esenler       | Birlik                     | hab.        | m²         | hab/km² |
| E    | Esenler       | Çiftehavuzlar              | hab.        | m²         | hab/km² |
| E    | Esenler       | Davutpaşa                  | hab.        | m²         | hab/km² |
| E    | Esenler       | Fatih                      | hab.        | m²         | hab/km² |
| E    | Esenler       | Fevzi Çakmak               | hab.        | m²         | hab/km² |
| E    | Esenler       | Havaalanı (Esenler)        | hab.        | m²         | hab/km² |
| E    | Esenler       | Kâzım Karabekir            | hab.        | m²         | hab/km² |
| E    | Esenler       | Kemer                      | hab.        | m²         | hab/km² |
| E    | Esenler       | Menderes                   | hab.        | m²         | hab/km² |
| E    | Esenler       | Mimarsinan                 | hab.        | m²         | hab/km² |
| E    | Esenler       | Namık Kemal                | hab.        | m²         | hab/km² |
| E    | Esenler       | Nenehatun                  | hab.        | m²         | hab/km² |
| E    | Esenler       | Oruçreis                   | hab.        | m²         | hab/km² |
| E    | Esenler       | Tuna                       | hab.        | m²         | hab/km² |
| E    | Esenler       | Turgutreis                 | hab.        | m²         | hab/km² |
| E    | Esenler       | Yavuz Selim                | hab.        | m²         | hab/km² |
| E    | Esenyurt      | Ardıçlıevler               | hab.        | m²         | hab/km² |
| E    | Esenyurt      | Atatürk                    | hab.        | m²         | hab/km² |
| E    | Esenyurt      | Cumhuriyet                 | hab.        | m²         | hab/km² |
| E    | Esenyurt      | Çakmaklı                   | hab.        | m²         | hab/km² |
| E    | Esenyurt      | Esenkent                   | hab.        | m²         | hab/km² |
| E    | Esenyurt      | Fatih                      | hab.        | m²         | hab/km² |
| E    | Esenyurt      | Güzelyurt                  | hab.        | m²         | hab/km² |
| E    | Esenyurt      | İncirtepe                  | hab.        | m²         | hab/km² |
| E    | Esenyurt      | İnönü                      | hab.        | m²         | hab/km² |
| E    | Esenyurt      | İstiklal                   | hab.        | m²         | hab/km² |
| E    | Esenyurt      | Mehterçeşme                | hab.        | m²         | hab/km² |
| E    | Esenyurt      | Merkez                     | hab.        | m²         | hab/km² |
| E    | Esenyurt      | Namik Kemal                | hab.        | m²         | hab/km² |
| E    | Esenyurt      | Örnek                      | hab.        | m²         | hab/km² |
| E    | Esenyurt      | Pınar                      | hab.        | m²         | hab/km² |
| E    | Esenyurt      | Saadetdere                 | hab.        | m²         | hab/km² |
| E    | Esenyurt      | Sanayii                    | hab.        | m²         | hab/km² |
| E    | Esenyurt      | Talatpasa                  | hab.        | m²         | hab/km² |
| E    | Esenyurt      | Yenikent                   | hab.        | m²         | hab/km² |
| E    | Esenyurt      | Yeşilkent                  | hab.        | m²         | hab/km² |
| E    | Eyüp          | Akşemsettin                | hab.        | m²         | hab/km² |
| E    | Eyüp          | Alibeyköy                  | hab.        | m²         | hab/km² |
| E    | Eyüp          | Çırçır                     | hab.        | m²         | hab/km² |
| E    | Eyüp          | Defterdar                  | hab.        | m²         | hab/km² |
| E    | Eyüp          | Düğmeciler                 | hab.        | m²         | hab/km² |
| E    | Eyüp          | Emniyettepe                | hab.        | m²         | hab/km² |
| E    | Eyüp          | Esentepe                   | hab.        | m²         | hab/km² |
| E    | Eyüp          | Merkez                     | hab.        | m²         | hab/km² |
| E    | Eyüp          | Göktürk                    | hab.        | m²         | hab/km² |
| E    | Eyüp          | Güzeltepe                  | hab.        | m²         | hab/km² |
| E    | Eyüp          | İslambey                   | hab.        | m²         | hab/km² |
| E    | Eyüp          | Karadolap                  | hab.        | m²         | hab/km² |
| E    | Eyüp          | Mimarsinan                 | hab.        | m²         | hab/km² |
| E    | Eyüp          | Mithatpaşa                 | hab.        | m²         | hab/km² |
| E    | Eyüp          | Nişanca                    | hab.        | m²         | hab/km² |
| E    | Eyüp          | Rami Cuma                  | hab.        | m²         | hab/km² |
| E    | Eyüp          | Rami Yeni                  | hab.        | m²         | hab/km² |
| E    | Eyüp          | Sakarya                    | hab.        | m²         | hab/km² |
| E    | Eyüp          | Silahtarağa                | hab.        | m²         | hab/km² |
| E    | Eyüp          | Topçular                   | hab.        | m²         | hab/km² |
| E    | Eyüp          | Yeşilpınar                 | hab.        | m²         | hab/km² |
| E    | Fatih         | Aksaray                    | hab.        | m²         | hab/km² |
| E    | Fatih         | Akşemsettin                | hab.        | m²         | hab/km² |
| E    | Fatih         | Alemdar                    | hab.        | m²         | hab/km² |
| E    | Fatih         | Ali Kuşçu                  | hab.        | m²         | hab/km² |
| E    | Fatih         | Atikali                    | hab.        | m²         | hab/km² |
| E    | Fatih         | Ayvansaray                 | hab.        | m²         | hab/km² |
| E    | Fatih         | Balabanağa                 | hab.        | m²         | hab/km² |
| E    | Fatih         | Balat                      | hab.        | m²         | hab/km² |
| E    | Fatih         | Beyazıt                    | hab.        | m²         | hab/km² |
| E    | Fatih         | Binbirdirek                | hab.        | m²         | hab/km² |
| E    | Fatih         | Cankurtaran                | hab.        | m²         | hab/km² |
| E    | Fatih         | Cerrahpaşa                 | hab.        | m²         | hab/km² |
| E    | Fatih         | Cibali                     | hab.        | m²         | hab/km² |
| E    | Fatih         | Demirtaş                   | hab.        | m²         | hab/km² |
| E    | Fatih         | Derviş Ali                 | hab.        | m²         | hab/km² |
| E    | Fatih         | Eminsinan                  | hab.        | m²         | hab/km² |
| E    | Fatih         | Hacıkadın                  | hab.        | m²         | hab/km² |
| E    | Fatih         | Hasekisultan               | hab.        | m²         | hab/km² |
| E    | Fatih         | Hırkaişerif                | hab.        | m²         | hab/km² |
| E    | Fatih         | Hobyar                     | hab.        | m²         | hab/km² |
| E    | Fatih         | Hoca Giyasettin            | hab.        | m²         | hab/km² |
| E    | Fatih         | Hocapaşa                   | hab.        | m²         | hab/km² |
| E    | Fatih         | İskenderpaşa               | hab.        | m²         | hab/km² |
| E    | Fatih         | Kalenderhane               | hab.        | m²         | hab/km² |
| E    | Fatih         | Karagümrük                 | hab.        | m²         | hab/km² |
| E    | Fatih         | Katip Kasım                | hab.        | m²         | hab/km² |
| E    | Fatih         | Kemalpaşa                  | hab.        | m²         | hab/km² |
| E    | Fatih         | Kocamustafapaşa            | hab.        | m²         | hab/km² |
| E    | Fatih         | Küçükayasofya              | hab.        | m²         | hab/km² |
| E    | Fatih         | Mercan                     | hab.        | m²         | hab/km² |
| E    | Fatih         | Mesihpaşa                  | hab.        | m²         | hab/km² |
| E    | Fatih         | Mevlanakapı                | hab.        | m²         | hab/km² |
| E    | Fatih         | Mimar Hayrettin            | hab.        | m²         | hab/km² |
| E    | Fatih         | Mimar Kemalettin           | hab.        | m²         | hab/km² |
| E    | Fatih         | Mollafenari                | hab.        | m²         | hab/km² |
| E    | Fatih         | Mollagürani                | hab.        | m²         | hab/km² |
| E    | Fatih         | Mollahüsrev                | hab.        | m²         | hab/km² |
| E    | Fatih         | Muhsinehatun               | hab.        | m²         | hab/km² |
| E    | Fatih         | Nişanca                    | hab.        | m²         | hab/km² |
| E    | Fatih         | Rüstempaşa                 | hab.        | m²         | hab/km² |
| E    | Fatih         | Saraçishak                 | hab.        | m²         | hab/km² |
| E    | Fatih         | Sarıdemir                  | hab.        | m²         | hab/km² |
| E    | Fatih         | Seyyid Ömer                | hab.        | m²         | hab/km² |
| E    | Fatih         | Silivrikapı                | hab.        | m²         | hab/km² |
| E    | Fatih         | Sultanahmet                | hab.        | m²         | hab/km² |
| E    | Fatih         | Sururi                     | hab.        | m²         | hab/km² |
| E    | Fatih         | Süleymaniye                | hab.        | m²         | hab/km² |
| E    | Fatih         | Sümbülefendi               | hab.        | m²         | hab/km² |
| E    | Fatih         | Şehremini                  | hab.        | m²         | hab/km² |
| E    | Fatih         | Şehsuvarbey                | hab.        | m²         | hab/km² |
| E    | Fatih         | Tahtakale                  | hab.        | m²         | hab/km² |
| E    | Fatih         | Tayahatun                  | hab.        | m²         | hab/km² |
| E    | Fatih         | Topkapı                    | hab.        | m²         | hab/km² |
| E    | Fatih         | Yavuzsinan                 | hab.        | m²         | hab/km² |
| E    | Fatih         | Yavuz Sultan Selim         | hab.        | m²         | hab/km² |
| E    | Fatih         | Yedikule                   | hab.        | m²         | hab/km² |
| E    | Fatih         | Zeyrek                     | hab.        | m²         | hab/km² |
| E    | Gaziosmanpaşa | Bağlarbaşı                 | hab.        | m²         | hab/km² |
| E    | Gaziosmanpaşa | Barbaros Hayrettin Paşa    | hab.        | m²         | hab/km² |
| E    | Gaziosmanpaşa | Fevzi Çakmak               | hab.        | m²         | hab/km² |
| E    | Gaziosmanpaşa | Hürriyet                   | hab.        | m²         | hab/km² |
| E    | Gaziosmanpaşa | Karadeniz                  | hab.        | m²         | hab/km² |
| E    | Gaziosmanpaşa | Karayolları                | hab.        | m²         | hab/km² |
| E    | Gaziosmanpaşa | Karlıtepe                  | hab.        | m²         | hab/km² |
| E    | Gaziosmanpaşa | Kâzım Karabekir            | hab.        | m²         | hab/km² |
| E    | Gaziosmanpaşa | Merkez                     | hab.        | m²         | hab/km² |
| E    | Gaziosmanpaşa | Mevlana                    | hab.        | m²         | hab/km² |
| E    | Gaziosmanpaşa | Pazariçi                   | hab.        | m²         | hab/km² |
| E    | Gaziosmanpaşa | Sarıgöl                    | hab.        | m²         | hab/km² |
| E    | Gaziosmanpaşa | Şemsipaşa                  | hab.        | m²         | hab/km² |
| E    | Gaziosmanpaşa | Yenidoğan                  | hab.        | m²         | hab/km² |
| E    | Gaziosmanpaşa | Yenimahalle                | hab.        | m²         | hab/km² |
| E    | Gaziosmanpaşa | Yıldıztabya                | hab.        | m²         | hab/km² |
| E    | Güngören      | Akıncılar                  | hab.        | m²         | hab/km² |
| E    | Güngören      | Abdurrahman Nafiz Gürman   | hab.        | m²         | hab/km² |
| E    | Güngören      | Gençosman                  | hab.        | m²         | hab/km² |
| E    | Güngören      | Güneştepe                  | hab.        | m²         | hab/km² |
| E    | Güngören      | Güven                      | hab.        | m²         | hab/km² |
| E    | Güngören      | Haznedar                   | hab.        | m²         | hab/km² |
| E    | Güngören      | Mareşal Fevzi Çakmak       | hab.        | m²         | hab/km² |
| E    | Güngören      | Mehmet Nezih Özmen         | hab.        | m²         | hab/km² |
| E    | Güngören      | Merkez                     | hab.        | m²         | hab/km² |
| E    | Güngören      | Sanayi                     | hab.        | m²         | hab/km² |
| E    | Güngören      | Tozkoparan                 | hab.        | m²         | hab/km² |
| E    | Kadıköy       | 19 Mayıs                   | hab.        | m²         | hab/km² |
| E    | Kadıköy       | Acıbadem                   | hab.        | m²         | hab/km² |
| E    | Kadıköy       | Bostancı                   | hab.        | m²         | hab/km² |
| E    | Kadıköy       | Caddebostan                | hab.        | m²         | hab/km² |
| E    | Kadıköy       | Caferağa                   | hab.        | m²         | hab/km² |
| E    | Kadıköy       | Dumlupınar                 | hab.        | m²         | hab/km² |
| E    | Kadıköy       | Eğitim                     | hab.        | m²         | hab/km² |
| E    | Kadıköy       | Erenköy                    | hab.        | m²         | hab/km² |
| E    | Kadıköy       | Fenerbahçe                 | hab.        | m²         | hab/km² |
| E    | Kadıköy       | Feneryolu                  | hab.        | m²         | hab/km² |
| E    | Kadıköy       | Fikirtepe                  | hab.        | m²         | hab/km² |
| E    | Kadıköy       | Göztepe                    | hab.        | m²         | hab/km² |
| E    | Kadıköy       | Hasanpaşa                  | hab.        | m²         | hab/km² |
| E    | Kadıköy       | Koşuyolu                   | hab.        | m²         | hab/km² |
| E    | Kadıköy       | Kozyatağı                  | hab.        | m²         | hab/km² |
| E    | Kadıköy       | Merdivenköy                | hab.        | m²         | hab/km² |
| E    | Kadıköy       | Osmanağa                   | hab.        | m²         | hab/km² |
| E    | Kadıköy       | Rasimpaşa                  | hab.        | m²         | hab/km² |
| E    | Kadıköy       | Sahrayıcedid               | hab.        | m²         | hab/km² |
| E    | Kadıköy       | Suadiye                    | hab.        | m²         | hab/km² |
| E    | Kadıköy       | Zühtüpaşa                  | hab.        | m²         | hab/km² |
| E    | Kâğıthane     | Çağlayan                   | hab.        | m²         | hab/km² |
| E    | Kâğıthane     | Çeliktepe                  | hab.        | m²         | hab/km² |
| E    | Kâğıthane     | Gültepe                    | hab.        | m²         | hab/km² |
| E    | Kâğıthane     | Emniyet                    | hab.        | m²         | hab/km² |
| E    | Kâğıthane     | Gürsel                     | hab.        | m²         | hab/km² |
| E    | Kâğıthane     | Hamidiye                   | hab.        | m²         | hab/km² |
| E    | Kâğıthane     | Harmantepe                 | hab.        | m²         | hab/km² |
| E    | Kâğıthane     | Hürriyet                   | hab.        | m²         | hab/km² |
| E    | Kâğıthane     | Mehmet Akif Ersoy          | hab.        | m²         | hab/km² |
| E    | Kâğıthane     | Merkez                     | hab.        | m²         | hab/km² |
| E    | Kâğıthane     | Nurtepe                    | hab.        | m²         | hab/km² |
| E    | Kâğıthane     | Ortabayır                  | hab.        | m²         | hab/km² |
| E    | Kâğıthane     | Sanayi                     | hab.        | m²         | hab/km² |
| E    | Kâğıthane     | Seyrantepe                 | hab.        | m²         | hab/km² |
| E    | Kâğıthane     | Şirintepe                  | hab.        | m²         | hab/km² |
| E    | Kâğıthane     | Talatpaşa                  | hab.        | m²         | hab/km² |
| E    | Kâğıthane     | Telsizler                  | hab.        | m²         | hab/km² |
| E    | Kâğıthane     | Yahya Kemal                | hab.        | m²         | hab/km² |
| E    | Kâğıthane     | Yeşilce                    | hab.        | m²         | hab/km² |
| E    | Kartal        | Atalar                     | hab.        | m²         | hab/km² |
| E    | Kartal        | Cevizli                    | hab.        | m²         | hab/km² |
| E    | Kartal        | Cumhuriyet                 | hab.        | m²         | hab/km² |
| E    | Kartal        | Çavuşoğlu                  | hab.        | m²         | hab/km² |
| E    | Kartal        | Esentepe                   | hab.        | m²         | hab/km² |
| E    | Kartal        | Gümüşpınar                 | hab.        | m²         | hab/km² |
| E    | Kartal        | Hürriyet                   | hab.        | m²         | hab/km² |
| E    | Kartal        | Karlıktepe                 | hab.        | m²         | hab/km² |
| E    | Kartal        | Kordonboyu                 | hab.        | m²         | hab/km² |
| E    | Kartal        | Orhantepe                  | hab.        | m²         | hab/km² |
| E    | Kartal        | Ortamahalle                | hab.        | m²         | hab/km² |
| E    | Kartal        | Petrol-İş                  | hab.        | m²         | hab/km² |
| E    | Kartal        | Soğanlık                   | hab.        | m²         | hab/km² |
| E    | Kartal        | Topselvi                   | hab.        | m²         | hab/km² |
| E    | Kartal        | Uğur Mumcu                 | hab.        | m²         | hab/km² |
| E    | Kartal        | Yakacık Çarşı              | hab.        | m²         | hab/km² |
| E    | Kartal        | Yakacık Yeni               | hab.        | m²         | hab/km² |
| E    | Kartal        | Yalı                       | hab.        | m²         | hab/km² |
| E    | Kartal        | Yukarımahalle              | hab.        | m²         | hab/km² |
| E    | Kartal        | Yunus                      | hab.        | m²         | hab/km² |
| E    | Küçükçekmece  | Atakent                    | hab.        | m²         | hab/km² |
| E    | Küçükçekmece  | Atatürk                    | hab.        | m²         | hab/km² |
| E    | Küçükçekmece  | Beşyol                     | hab.        | m²         | hab/km² |
| E    | Küçükçekmece  | Cennet                     | hab.        | m²         | hab/km² |
| E    | Küçükçekmece  | Cumhuriyet                 | hab.        | m²         | hab/km² |
| E    | Küçükçekmece  | Fatih                      | hab.        | m²         | hab/km² |
| E    | Küçükçekmece  | Fevzi Çakmak               | hab.        | m²         | hab/km² |
| E    | Küçükçekmece  | Gültepe                    | hab.        | m²         | hab/km² |
| E    | Küçükçekmece  | Halkalı                    | hab.        | m²         | hab/km² |
| E    | Küçükçekmece  | İnönü                      | hab.        | m²         | hab/km² |
| E    | Küçükçekmece  | İstasyon                   | hab.        | m²         | hab/km² |
| E    | Küçükçekmece  | Kanarya                    | hab.        | m²         | hab/km² |
| E    | Küçükçekmece  | Kartaltepe                 | hab.        | m²         | hab/km² |
| E    | Küçükçekmece  | Kemalpaşa                  | hab.        | m²         | hab/km² |
| E    | Küçükçekmece  | Mehmet Akif                | hab.        | m²         | hab/km² |
| E    | Küçükçekmece  | Söğütlüçeşme               | hab.        | m²         | hab/km² |
| E    | Küçükçekmece  | Sultanmurat                | hab.        | m²         | hab/km² |
| E    | Küçükçekmece  | Tevfikbey                  | hab.        | m²         | hab/km² |
| E    | Küçükçekmece  | Yarımburgaz                | hab.        | m²         | hab/km² |
| E    | Küçükçekmece  | Yenimahalle                | hab.        | m²         | hab/km² |
| E    | Küçükçekmece  | Yeşilova                   | hab.        | m²         | hab/km² |
| E    | Maltepe       | Altayçeşme                 | hab.        | m²         | hab/km² |
| E    | Maltepe       | Altıntepe                  | hab.        | m²         | hab/km² |
| E    | Maltepe       | Aydınevler                 | hab.        | m²         | hab/km² |
| E    | Maltepe       | Bağlarbaşı                 | hab.        | m²         | hab/km² |
| E    | Maltepe       | Başıbüyük                  | hab.        | m²         | hab/km² |
| E    | Maltepe       | Büyükbakkalköy             | hab.        | m²         | hab/km² |
| E    | Maltepe       | Cevizli                    | hab.        | m²         | hab/km² |
| E    | Maltepe       | Çınar                      | hab.        | m²         | hab/km² |
| E    | Maltepe       | Esenkent                   | hab.        | m²         | hab/km² |
| E    | Maltepe       | Feyzullah                  | hab.        | m²         | hab/km² |
| E    | Maltepe       | Fındıklı                   | hab.        | m²         | hab/km² |
| E    | Maltepe       | Girne                      | hab.        | m²         | hab/km² |
| E    | Maltepe       | Gülensu                    | hab.        | m²         | hab/km² |
| E    | Maltepe       | Gülsuyu                    | hab.        | m²         | hab/km² |
| E    | Maltepe       | İdealtepe                  | hab.        | m²         | hab/km² |
| E    | Maltepe       | Küçükyalı                  | hab.        | m²         | hab/km² |
| E    | Maltepe       | Yalı                       | hab.        | m²         | hab/km² |
| E    | Maltepe       | Zümrütevler                | hab.        | m²         | hab/km² |
| E    | Pendik        | Ahmet Yesevi               | hab.        | m²         | hab/km² |
| E    | Pendik        | Bahçelievler               | hab.        | m²         | hab/km² |
| E    | Pendik        | Batı                       | hab.        | m²         | hab/km² |
| E    | Pendik        | Çamçeşme                   | hab.        | m²         | hab/km² |
| E    | Pendik        | Çamlık                     | hab.        | m²         | hab/km² |
| E    | Pendik        | Çınardere                  | hab.        | m²         | hab/km² |
| E    | Pendik        | Doğu                       | hab.        | m²         | hab/km² |
| E    | Pendik        | Dumlupınar                 | hab.        | m²         | hab/km² |
| E    | Pendik        | Ertuğrulgazi               | hab.        | m²         | hab/km² |
| E    | Pendik        | Esenler                    | hab.        | m²         | hab/km² |
| E    | Pendik        | Esenyalı                   | hab.        | m²         | hab/km² |
| E    | Pendik        | Fatih                      | hab.        | m²         | hab/km² |
| E    | Pendik        | Fevzi Çakmak               | hab.        | m²         | hab/km² |
| E    | Pendik        | Güllübağlar                | hab.        | m²         | hab/km² |
| E    | Pendik        | Güzelyalı                  | hab.        | m²         | hab/km² |
| E    | Pendik        | Harmandere                 | hab.        | m²         | hab/km² |
| E    | Pendik        | Kavakpınar                 | hab.        | m²         | hab/km² |
| E    | Pendik        | Kaynarca                   | hab.        | m²         | hab/km² |
| E    | Pendik        | Kurtköy                    | hab.        | m²         | hab/km² |
| E    | Pendik        | Orhangazi                  | hab.        | m²         | hab/km² |
| E    | Pendik        | Orta                       | hab.        | m²         | hab/km² |
| E    | Pendik        | Ramazanoğlu                | hab.        | m²         | hab/km² |
| E    | Pendik        | Sanayi                     | hab.        | m²         | hab/km² |
| E    | Pendik        | Sapanbağları               | hab.        | m²         | hab/km² |
| E    | Pendik        | Sülüntepe                  | hab.        | m²         | hab/km² |
| E    | Pendik        | Şeyhli                     | hab.        | m²         | hab/km² |
| E    | Pendik        | Velibaba                   | hab.        | m²         | hab/km² |
| E    | Pendik        | Yayalar                    | hab.        | m²         | hab/km² |
| E    | Pendik        | Yenimahalle                | hab.        | m²         | hab/km² |
| E    | Pendik        | Yenişehir                  | hab.        | m²         | hab/km² |
| E    | Pendik        | Yeşilbağlar                | hab.        | m²         | hab/km² |
| E    | Sancaktepe    | Abdurrahmangazi            | hab.        | m²         | hab/km² |
| E    | Sancaktepe    | Akpınar                    | hab.        | m²         | hab/km² |
| E    | Sancaktepe    | Atatürk                    | hab.        | m²         | hab/km² |
| E    | Sancaktepe    | Emek                       | hab.        | m²         | hab/km² |
| E    | Sancaktepe    | Eyüpsultan                 | hab.        | m²         | hab/km² |
| E    | Sancaktepe    | Fatih                      | hab.        | m²         | hab/km² |
| E    | Sancaktepe    | Hilal                      | hab.        | m²         | hab/km² |
| E    | Sancaktepe    | İnönü                      | hab.        | m²         | hab/km² |
| E    | Sancaktepe    | Kemal Türkler              | hab.        | m²         | hab/km² |
| E    | Sancaktepe    | Meclis                     | hab.        | m²         | hab/km² |
| E    | Sancaktepe    | Merve                      | hab.        | m²         | hab/km² |
| E    | Sancaktepe    | Mevlana                    | hab.        | m²         | hab/km² |
| E    | Sancaktepe    | Osmangazi                  | hab.        | m²         | hab/km² |
| E    | Sancaktepe    | Safa                       | hab.        | m²         | hab/km² |
| E    | Sancaktepe    | Sarıgazi                   | hab.        | m²         | hab/km² |
| E    | Sancaktepe    | Veysel Karani              | hab.        | m²         | hab/km² |
| E    | Sancaktepe    | Yenidoğan                  | hab.        | m²         | hab/km² |
| E    | Sancaktepe    | Yunus Emre                 | hab.        | m²         | hab/km² |
| E    | Sarıyer       | Baltalimanı                | hab.        | m²         | hab/km² |
| E    | Sarıyer       | Bahçeköy Kemer             | hab.        | m²         | hab/km² |
| E    | Sarıyer       | Bahçeköy                   | hab.        | m²         | hab/km² |
| E    | Sarıyer       | Bahçeköy Yenimahalle       | hab.        | m²         | hab/km² |
| E    | Sarıyer       | Büyükdere                  | hab.        | m²         | hab/km² |
| E    | Sarıyer       | Cumhuriyet                 | hab.        | m²         | hab/km² |
| E    | Sarıyer       | Çayırbaşı                  | hab.        | m²         | hab/km² |
| E    | Sarıyer       | Darüşşafaka                | hab.        | m²         | hab/km² |
| E    | Sarıyer       | Derbent (Sarıyer)          | hab.        | m²         | hab/km² |
| E    | Sarıyer       | Emirgân                    | hab.        | m²         | hab/km² |
| E    | Sarıyer       | Fatih Sultan Mehmet        | hab.        | m²         | hab/km² |
| E    | Sarıyer       | Ferahevler                 | hab.        | m²         | hab/km² |
| E    | Sarıyer       | İstinye                    | hab.        | m²         | hab/km² |
| E    | Sarıyer       | Kâzım Karabekir            | hab.        | m²         | hab/km² |
| E    | Sarıyer       | Kireçburnu                 | hab.        | m²         | hab/km² |
| E    | Sarıyer       | Kocataş                    | hab.        | m²         | hab/km² |
| E    | Sarıyer       | Maden                      | hab.        | m²         | hab/km² |
| E    | Sarıyer       | Pınar                      | hab.        | m²         | hab/km² |
| E    | Sarıyer       | Poligon                    | hab.        | m²         | hab/km² |
| E    | Sarıyer       | PTT Evleri                 | hab.        | m²         | hab/km² |
| E    | Sarıyer       | Reşitpaşa                  | hab.        | m²         | hab/km² |
| E    | Sarıyer       | Rumelihisarı               | hab.        | m²         | hab/km² |
| E    | Sarıyer       | Rumelikavağı               | hab.        | m²         | hab/km² |
| E    | Sarıyer       | Merkez                     | hab.        | m²         | hab/km² |
| E    | Sarıyer       | Tarabya                    | hab.        | m²         | hab/km² |
| E    | Sarıyer       | Yeniköy                    | hab.        | m²         | hab/km² |
| E    | Sarıyer       | Yenimahalle                | hab.        | m²         | hab/km² |
| E    | Silivri       | Alibey                     | hab.        | m²         | hab/km² |
| E    | Silivri       | Alipaşa                    | hab.        | m²         | hab/km² |
| E    | Silivri       | Büyük Çavuşlu              | hab.        | m²         | hab/km² |
| E    | Silivri       | Cumhuriyet                 | hab.        | m²         | hab/km² |
| E    | Silivri       | Çanta Fatih                | hab.        | m²         | hab/km² |
| E    | Silivri       | Çanta Mimarsinan           | hab.        | m²         | hab/km² |
| E    | Silivri       | Değirmenköy İsmetpaşa      | hab.        | m²         | hab/km² |
| E    | Silivri       | Değirmenköy Fevzipaşa      | hab.        | m²         | hab/km² |
| E    | Silivri       | Fatih                      | hab.        | m²         | hab/km² |
| E    | Silivri       | Gaziteme                   | hab.        | m²         | hab/km² |
| E    | Silivri       | Gümüşyaka                  | hab.        | m²         | hab/km² |
| E    | Silivri       | Kadıköy                    | hab.        | m²         | hab/km² |
| E    | Silivri       | Kavaklı Hürriyet           | hab.        | m²         | hab/km² |
| E    | Silivri       | Kavaklı Cumhuriyet         | hab.        | m²         | hab/km² |
| E    | Silivri       | Küçük Kılıçlı              | hab.        | m²         | hab/km² |
| E    | Silivri       | Mimarsinan                 | hab.        | m²         | hab/km² |
| E    | Silivri       | Ortaköy                    | hab.        | m²         | hab/km² |
| E    | Silivri       | Piri Mehmet Paşa           | hab.        | m²         | hab/km² |
| E    | Silivri       | Selimpaşa                  | hab.        | m²         | hab/km² |
| E    | Silivri       | Semizkumlar                | hab.        | m²         | hab/km² |
| E    | Silivri       | Yeni Mahalle               | hab.        | m²         | hab/km² |
| E    | Silivri       | Yolçatı                    | hab.        | m²         | hab/km² |
| E    | Sultanbeyli   | Abdurrahmangazi            | hab.        | m²         | hab/km² |
| E    | Sultanbeyli   | Adil                       | hab.        | m²         | hab/km² |
| E    | Sultanbeyli   | Ahmet Yesevi               | hab.        | m²         | hab/km² |
| E    | Sultanbeyli   | Akşemsettin                | hab.        | m²         | hab/km² |
| E    | Sultanbeyli   | Battalgazi                 | hab.        | m²         | hab/km² |
| E    | Sultanbeyli   | Fatih                      | hab.        | m²         | hab/km² |
| E    | Sultanbeyli   | Hamidiye                   | hab.        | m²         | hab/km² |
| E    | Sultanbeyli   | Hasanpaşa                  | hab.        | m²         | hab/km² |
| E    | Sultanbeyli   | Mecidiye                   | hab.        | m²         | hab/km² |
| E    | Sultanbeyli   | Mehmet Akif                | hab.        | m²         | hab/km² |
| E    | Sultanbeyli   | Mimarsinan                 | hab.        | m²         | hab/km² |
| E    | Sultanbeyli   | Necip Fazıl                | hab.        | m²         | hab/km² |
| E    | Sultanbeyli   | Orhangazi                  | hab.        | m²         | hab/km² |
| E    | Sultanbeyli   | Turgutreis                 | hab.        | m²         | hab/km² |
| E    | Sultanbeyli   | Yavuz Selim                | hab.        | m²         | hab/km² |
| E    | Sultangazi    | 50. Yıl                    | hab.        | m²         | hab/km² |
| E    | Sultangazi    | 75. Yıl                    | hab.        | m²         | hab/km² |
| E    | Sultangazi    | Cebeci                     | hab.        | m²         | hab/km² |
| E    | Sultangazi    | Cumhuriyet                 | hab.        | m²         | hab/km² |
| E    | Sultangazi    | Esentepe                   | hab.        | m²         | hab/km² |
| E    | Sultangazi    | Eski Habibler              | hab.        | m²         | hab/km² |
| E    | Sultangazi    | Gazi                       | hab.        | m²         | hab/km² |
| E    | Sultangazi    | Habibler                   | hab.        | m²         | hab/km² |
| E    | Sultangazi    | İsmetpaşa                  | hab.        | m²         | hab/km² |
| E    | Sultangazi    | Malkoçoğlu                 | hab.        | m²         | hab/km² |
| E    | Sultangazi    | Sultançiftliği             | hab.        | m²         | hab/km² |
| E    | Sultangazi    | Uğur Mumcu                 | hab.        | m²         | hab/km² |
| E    | Sultangazi    | Yayla                      | hab.        | m²         | hab/km² |
| E    | Sultangazi    | Yunusemre                  | hab.        | m²         | hab/km² |
| E    | Sultangazi    | Zübeydehanım               | hab.        | m²         | hab/km² |
| E    | Şile          | Ağva                       | hab.        | m²         | hab/km² |
| E    | Şile          | Balibey                    | hab.        | m²         | hab/km² |
| E    | Şile          | Çavuş                      | hab.        | m²         | hab/km² |
| E    | Şile          | Hacıkasım                  | hab.        | m²         | hab/km² |
| E    | Şile          | Kumbaba                    | hab.        | m²         | hab/km² |
| E    | Şişli         | 19 Mayıs                   | hab.        | m²         | hab/km² |
| E    | Şişli         | Ayazağa                    | hab.        | m²         | hab/km² |
| E    | Şişli         | Bozkurt                    | hab.        | m²         | hab/km² |
| E    | Şişli         | Cumhuriyet                 | hab.        | m²         | hab/km² |
| E    | Şişli         | Duatepe                    | hab.        | m²         | hab/km² |
| E    | Şişli         | Ergenekon                  | hab.        | m²         | hab/km² |
| E    | Şişli         | Esentepe                   | hab.        | m²         | hab/km² |
| E    | Şişli         | Eskişehir                  | hab.        | m²         | hab/km² |
| E    | Şişli         | Feriköy                    | hab.        | m²         | hab/km² |
| E    | Şişli         | Fulya                      | hab.        | m²         | hab/km² |
| E    | Şişli         | Gülbahar                   | hab.        | m²         | hab/km² |
| E    | Şişli         | Halaskargazi               | hab.        | m²         | hab/km² |
| E    | Şişli         | Halide Edip Adıvar         | hab.        | m²         | hab/km² |
| E    | Şişli         | Halil Rıfat Paşa           | hab.        | m²         | hab/km² |
| E    | Şişli         | Harbiye                    | hab.        | m²         | hab/km² |
| E    | Şişli         | Huzur                      | hab.        | m²         | hab/km² |
| E    | Şişli         | İnönü                      | hab.        | m²         | hab/km² |
| E    | Şişli         | İzzetpaşa                  | hab.        | m²         | hab/km² |
| E    | Şişli         | Kaptanpaşa                 | hab.        | m²         | hab/km² |
| E    | Şişli         | Kuştepe                    | hab.        | m²         | hab/km² |
| E    | Şişli         | Mahmut Şevket Paşa         | hab.        | m²         | hab/km² |
| E    | Şişli         | Maslak                     | hab.        | m²         | hab/km² |
| E    | Şişli         | Mecidiyeköy                | hab.        | m²         | hab/km² |
| E    | Şişli         | Merkez                     | hab.        | m²         | hab/km² |
| E    | Şişli         | Meşrutiyet                 | hab.        | m²         | hab/km² |
| E    | Şişli         | Paşa                       | hab.        | m²         | hab/km² |
| E    | Şişli         | Teşvikiye                  | hab.        | m²         | hab/km² |
| E    | Şişli         | Yayla                      | hab.        | m²         | hab/km² |
| E    | Tuzla         | Anadolu                    | hab.        | m²         | hab/km² |
| E    | Tuzla         | Aydınlı                    | hab.        | m²         | hab/km² |
| E    | Tuzla         | Aydıntepe                  | hab.        | m²         | hab/km² |
| E    | Tuzla         | Cami                       | hab.        | m²         | hab/km² |
| E    | Tuzla         | Evliya Çelebi              | hab.        | m²         | hab/km² |
| E    | Tuzla         | Fatih                      | hab.        | m²         | hab/km² |
| E    | Tuzla         | Fırat                      | hab.        | m²         | hab/km² |
| E    | Tuzla         | İçmeler                    | hab.        | m²         | hab/km² |
| E    | Tuzla         | İstasyon                   | hab.        | m²         | hab/km² |
| E    | Tuzla         | Mescit                     | hab.        | m²         | hab/km² |
| E    | Tuzla         | Mimarsinan                 | hab.        | m²         | hab/km² |
| E    | Tuzla         | Orhanlı                    | hab.        | m²         | hab/km² |
| E    | Tuzla         | Orta                       | hab.        | m²         | hab/km² |
| E    | Tuzla         | Postane                    | hab.        | m²         | hab/km² |
| E    | Tuzla         | Şifa                       | hab.        | m²         | hab/km² |
| E    | Tuzla         | Tepeören                   | hab.        | m²         | hab/km² |
| E    | Tuzla         | Yayla                      | hab.        | m²         | hab/km² |
| E    | Ümraniye      | Adem Yavuz                 | hab.        | m²         | hab/km² |
| E    | Ümraniye      | Altınşehir                 | hab.        | m²         | hab/km² |
| E    | Ümraniye      | Armağanevler               | hab.        | m²         | hab/km² |
| E    | Ümraniye      | Aşağıdudullu               | hab.        | m²         | hab/km² |
| E    | Ümraniye      | Atakent                    | hab.        | m²         | hab/km² |
| E    | Ümraniye      | Atatürk                    | hab.        | m²         | hab/km² |
| E    | Ümraniye      | Cemil Meriç                | hab.        | m²         | hab/km² |
| E    | Ümraniye      | Çakmak                     | hab.        | m²         | hab/km² |
| E    | Ümraniye      | Çamlık                     | hab.        | m²         | hab/km² |
| E    | Ümraniye      | Dumlupınar                 | hab.        | m²         | hab/km² |
| E    | Ümraniye      | Elmalıkent                 | hab.        | m²         | hab/km² |
| E    | Ümraniye      | Esenevler                  | hab.        | m²         | hab/km² |
| E    | Ümraniye      | Esenşehir                  | hab.        | m²         | hab/km² |
| E    | Ümraniye      | Fatih Sultan Mehmet        | hab.        | m²         | hab/km² |
| E    | Ümraniye      | Hekimbaşı                  | hab.        | m²         | hab/km² |
| E    | Ümraniye      | Huzur                      | hab.        | m²         | hab/km² |
| E    | Ümraniye      | Ihlamurkuyu                | hab.        | m²         | hab/km² |
| E    | Ümraniye      | İnkılap                    | hab.        | m²         | hab/km² |
| E    | Ümraniye      | İstiklal                   | hab.        | m²         | hab/km² |
| E    | Ümraniye      | Kâzım Karabekir            | hab.        | m²         | hab/km² |
| E    | Ümraniye      | Mehmet Akif                | hab.        | m²         | hab/km² |
| E    | Ümraniye      | Madenler                   | hab.        | m²         | hab/km² |
| E    | Ümraniye      | Namık Kemal                | hab.        | m²         | hab/km² |
| E    | Ümraniye      | Necip Fazıl                | hab.        | m²         | hab/km² |
| E    | Ümraniye      | Parseller                  | hab.        | m²         | hab/km² |
| E    | Ümraniye      | Saray                      | hab.        | m²         | hab/km² |
| E    | Ümraniye      | Site                       | hab.        | m²         | hab/km² |
| E    | Ümraniye      | Şerifali                   | hab.        | m²         | hab/km² |
| E    | Ümraniye      | Tantavi                    | hab.        | m²         | hab/km² |
| E    | Ümraniye      | Tatlısu                    | hab.        | m²         | hab/km² |
| E    | Ümraniye      | Tepeüstü                   | hab.        | m²         | hab/km² |
| E    | Ümraniye      | Topağacı                   | hab.        | m²         | hab/km² |
| E    | Ümraniye      | Yamanevler                 | hab.        | m²         | hab/km² |
| E    | Ümraniye      | Yeni Sanayi                | hab.        | m²         | hab/km² |
| E    | Ümraniye      | Yukarıdudullu              | hab.        | m²         | hab/km² |
| E    | Üsküdar       | Acıbadem                   | hab.        | m²         | hab/km² |
| E    | Üsküdar       | Ahmediye                   | hab.        | m²         | hab/km² |
| E    | Üsküdar       | Altunizade                 | hab.        | m²         | hab/km² |
| E    | Üsküdar       | Aziz Mahmud Hüdayi         | hab.        | m²         | hab/km² |
| E    | Üsküdar       | Bahçelievler               | hab.        | m²         | hab/km² |
| E    | Üsküdar       | Barbaros                   | hab.        | m²         | hab/km² |
| E    | Üsküdar       | Beylerbeyi                 | hab.        | m²         | hab/km² |
| E    | Üsküdar       | Bulgurlu                   | hab.        | m²         | hab/km² |
| E    | Üsküdar       | Burhaniye                  | hab.        | m²         | hab/km² |
| E    | Üsküdar       | Cumhuriyet                 | hab.        | m²         | hab/km² |
| E    | Üsküdar       | Çengelköy                  | hab.        | m²         | hab/km² |
| E    | Üsküdar       | Ferah                      | hab.        | m²         | hab/km² |
| E    | Üsküdar       | Güzeltepe                  | hab.        | m²         | hab/km² |
| E    | Üsküdar       | İcadiye                    | hab.        | m²         | hab/km² |
| E    | Üsküdar       | Kandilli                   | hab.        | m²         | hab/km² |
| E    | Üsküdar       | Kirazlıtepe                | hab.        | m²         | hab/km² |
| E    | Üsküdar       | Kısıklı                    | hab.        | m²         | hab/km² |
| E    | Üsküdar       | Kuleli                     | hab.        | m²         | hab/km² |
| E    | Üsküdar       | Kuzguncuk                  | hab.        | m²         | hab/km² |
| E    | Üsküdar       | Küçük Çamlıca              | hab.        | m²         | hab/km² |
| E    | Üsküdar       | Küçüksu                    | hab.        | m²         | hab/km² |
| E    | Üsküdar       | Küplüce                    | hab.        | m²         | hab/km² |
| E    | Üsküdar       | Mehmet Akif Ersoy          | hab.        | m²         | hab/km² |
| E    | Üsküdar       | Mimar Sinan                | hab.        | m²         | hab/km² |
| E    | Üsküdar       | Murat Reis                 | hab.        | m²         | hab/km² |
| E    | Üsküdar       | Salacak                    | hab.        | m²         | hab/km² |
| E    | Üsküdar       | Selami Ali                 | hab.        | m²         | hab/km² |
| E    | Üsküdar       | Selimiye                   | hab.        | m²         | hab/km² |
| E    | Üsküdar       | Sultantepe                 | hab.        | m²         | hab/km² |
| E    | Üsküdar       | Ünalan                     | hab.        | m²         | hab/km² |
| E    | Üsküdar       | Valide-i Atik              | hab.        | m²         | hab/km² |
| E    | Üsküdar       | Yavuztürk                  | hab.        | m²         | hab/km² |
| E    | Üsküdar       | Zeynep Kamil               | hab.        | m²         | hab/km² |
| E    | Zeytinburnu   | Beştelsiz                  | hab.        | m²         | hab/km² |
| E    | Zeytinburnu   | Çırpıcı                    | hab.        | m²         | hab/km² |
| E    | Zeytinburnu   | Gökalp                     | hab.        | m²         | hab/km² |
| E    | Zeytinburnu   | Kazlıçeşme                 | hab.        | m²         | hab/km² |
| E    | Zeytinburnu   | Maltepe                    | hab.        | m²         | hab/km² |
| E    | Zeytinburnu   | Merkezefendi               | hab.        | m²         | hab/km² |
| E    | Zeytinburnu   | Nuripaşa                   | hab.        | m²         | hab/km² |
| E    | Zeytinburnu   | Seyitnizam                 | hab.        | m²         | hab/km² |
| E    | Zeytinburnu   | Sümer                      | hab.        | m²         | hab/km² |
| E    | Zeytinburnu   | Telsiz                     | hab.        | m²         | hab/km² |
| E    | Zeytinburnu   | Veliefendi                 | hab.        | m²         | hab/km² |
| E    | Zeytinburnu   | Yenidoğan                  | hab.        | m²         | hab/km² |
| E    | Zeytinburnu   | Yeşiltepe                  | hab.        | m²         | hab/km² |